# Walter Noll
Pour les articles homonymes, voir Noll.
Walter Noll, né le 7 janvier 1925 à Berlin, et mort le 6 juin 2017, est un mathématicien et physicien américain, professeur émérite à l'université Carnegie-Mellon. Il est surtout connu pour ses travaux dans les domaines de la mécanique et la thermodynamique.

## Biographie
Noll fait ses études à l'université technique de Berlin. En 1954, il obtient un Ph.D. en mathématiques appliquées à l'université de l'Indiana sous la direction de Clifford Truesdell. Il a enseigné à l'université Johns-Hopkins, à l'Institut de technologie de Karlsruhe, au Technion (Institut de technologie d'Israël), à l'Institut national polytechnique de Lorraine à Nancy et aux universités de Pise, de Pavie et d'Oxford.

## Publications
- avec  Clifford Truesdell : The Non-Linear Field Theories of Mechanics, New York, Springer-Verlag, 1965  (ISBN 3540027793)
- avec Bernard Coleman et Hershel Markovitz : Viscometric Flows of Non-Newtonian Fluids, Theory and Experiment, New York, Springer-Verlag, 1966  (ISBN 978-3-54003672-2)
- Foundations of Mechanics and Thermodynamics, Selected Papers, New York, Springer-Verlag, 1974  (ISBN 0387066462)
- Finite-Dimensional Spaces: Algebra, Geometry, and Analysis, Vol. I, Kluwer Academic Publishers, 1987  (ISBN 9024735815). Une version corrigée (2006) est publiée sur son site Web.
- Five Contributions to Natural Philosophy, 2004, publié sur son site Web